# Tony Duvert
Tony Duvert (Villeneuve-le-Roi, 2 de juliol del 1945 – Thoré-la-Rochette, 2008) va ser un escriptor i periodista francès autor de novel·les i assaigs. La temàtica principal de la seva obra se centra en la pedofília homosexual, en la defensa d'aquesta i en la crítica de l'educació sexual. Als anys 1970 va aconseguir un cert renom en guanyar el Premi Médicis 1973 amb la novel·la Paysage de fantaisie.

## Biografia

### Infància i educació (1945 – 1966)
Tony Duvert neix el 2 de juliol del 1945 a Villeneuve-le-Roi, fill de Georges Duvert, nascut a Meknès el 1918, i de Ferdinande Maury, nascuda a Worms el 1920. Aprèn de molt jove a tocar el piano i manifesta un gust pronunciat pel camp. Després que el seu pare el portés a un psiquiatre, després d'haver tingut una vida sexual primerenca, s'escapa i intenta suïcidar-se. El seu pare es mor poc després.
El 1961 es matricula a l'escola Jean-Baptiste Corot de Savigny-sur-Orge, reputada en la regió. Considerat alumne brillant, és rebutjat pel seu orgull i la seva homosexualitat i té pocs amics íntims, fins que el seu professor de filosofia el fa coincidir, el 1963, amb Christian Duteil, futur professor de filosofia i periodista. Tots dos són guardonats el 1964 al concurs general de l'escola (Duvert amb un accèssit i Duteil amb una menció especial). Van amb molta freqüència a París, on Duvert multiplica les seves experiències homosexuals. Després de la secundària es trasllada a aquesta ciutat per començar la llicenciatura de lletres, però prefereix dedicar-se a l'escriptura.

### Inicis literaris (1967 – 1973)
El 1967, Tony Duvert envia el manuscrit de Récidive a Jérôme Lindon, d'Edicions de Minuit. Lindon accedeix a la publicació l'obra. Així doncs, Tony Duvert fa el seu debut literari a l'edat de 22 anys.
Duvert publica durant els anys següents tres novel·les: Interdit de séjour i Portrait d'homme-couteau el 1969, Le Voyageur el 1970, que continuen venent-se per subscripció, la qual cosa no impedeix que es prohibeixi la venda d'Interdit de séjour als menors, la seva publicitat o la seva exposició en llibreries, per una ordre del 10 de juliol del 1969. Les bres critiquen la societat burgesa. Tot i que aquestes característiques comencen a donar-li un cert èxit de crítica, Duvert encara ven poc. El seu caràcter continua limitant l'abast del seu públic, fins i tot quan, el mateix any, es fa amic del dissenyador Michel Longuet.

### Reconeixement de la crítica (1973 – 1979)
La publicació el gener de 1973 de la novel·la Paysage de fantaisie (Éditions de Minuit), sobre un bordell de nens, representa un punt d'inflexió a la seva obra. Paysage de fantaisie és "una mena de nouveau roman, sense puntuació, sense majúscules, sense frases en el sentit usual de la paraula, però per contra amb espais en blanc a l'interior dels paràgrafs.
Duvert rep, a principis de novembre, el Premi Médicis 1973, que va representar una petita sorpresa al món literari. Davant dels periodistes, que tenen per primer cop contacte amb ell, l'escriptor es mostra nerviós i silenciós, i el seu caràcter difícil el porta a discutir la mateixa tarda amb els seus partidaris, Barthes inclòs, al sopar de celebració dels premis: entre Tony Duvert i Roland Barthes va esclatar una violenta discussió sobre la pedofília.
El 1974 publica l'assaig Le Bon Sexe illustré (“El bon sexe il·lustrat”), també editat per Éditions de Minuit. A l'obra, escrita com a reacció a l'èxit assolit per l'Encyclopédie de la vie sexuelle publicada per Hachette, l'autor fa una crítica de la família i de l'educació sexual. Duvert hi afirma: "Cal reconèixer als menors, infants i adolescents, el dret de fer l'amor." Es considera parcialment inspirat en la relació que l'autor va mantenir l'estiu del 1973 amb un nen de vuit anys.
Al principi del 1974, gràcies als diners del premi, abandona París, ciutat que no li agrada gaire, i s'instal·la a Marràqueix, al barri del Guéliz. En els seus primers mesos al Marroc se'n va al llit amb nombrosos adolescents i nens i descuida l'escriptura. Al final de l'any abandona el seu habitatge modern per un apartament més petit al nucli antic i comença a escriure Journal d'un innocent, transposició de la seva experiència al Marroc, amb un estil més clàssic que el dels seus llibres anteriors. Torna a França a mitjans del 1975, passa l'estiu a Thore-La-Rochette i s'instal·la a Tours, tot fugint de París i dels cercles literaris. El llibre es publica el 1976.
Al final de l'any comença a escriure la novel·la Quand mouru Jonathan, transposició de la seva aventura estiuenca del 1973. La seva escriptura el té ocupat durant un any llarg, que passa reclòs al Loir-et-Cher. Els seus contactes amb Lindon són únicament epistolars. Durant el mateix període escriu poemes en prosa, narracions curtes recopilades el 1978 en dos llibres per edicions Fata Morgana: Districte i Les petits métiers.
Llavors decideix escriure una novel·la on reprendrà els seus temes, menys pornogràfica i amb un estil totalment clàssic per tal de sensibilitzar sobre les seves idees un públic que ell confia que sigui el més nombrós possible. Publicada al març del 1979, L'Île Atlantique "suscita articles ditaràmbics" de Bertrand Poirot-Delpech, François Nourissier o Madeleine Chapsal, i es ven, efectivament, "una mica millor" que els seus llibres anteriors.
El 1980 publica l'assaig L'Enfant au masculin. En ell, Tony Duvert analitza i denuncia el que considera la perpetuació d'una dominació sobre els homosexuals, els pedòfils i els infants, no de classe ni sexual, sinó moral i de "cultura sexual": l'"heterocràcia". Continua vivint a Tours, i només passa a París temporades molt breus en molt poques ocasions.

### Retirada del món (1981 – 2008)
Després de L'Île Atlantique, aborda la novel·la de gènere amb Un anneau d'argent à l'oreille, inspirada per la novel·la policíaca, però també molt crítica vers la societat adulta. Convençut que a Lindon no li agrada aquest llibre, Duvert se sent decebut amb l'acollida de la premsa. El crític de Le Figaro Michel Nuridsany hi veu, però, "un gir" en l'obra d'aquest, "que hom coincideix a considerar com un dels millors escriptors de la seva generació".
El replegament de Duvert s'agreuja i l'escriptor s'enfonsa en el rebuig de qualsevol rol social i en la paranoia. Les reunions amb els seus amics o les respostes a les seves cartes, fins i tot les dels seus amics més pròxims, com Michel Longuet i Jean-Pierre Tison, s'espaien cada vegada més. Es bolca en un projecte autobiogràfic, La ronde de nuit, que no arriba del tot, malgrat que Lindon en rep alguns capítols. Es retira llavors, amb la seva mare, a Thoré-la-Rochette. Tot i així, el 1989 es publica un recull d'aforismes, Abécédaire malveillant, que no és ben acollit per la crítica, tret de Le Figaro. Jérôme Garcin, a L'Événement du jeudi, hi veu "l'últim esbós amarg d'un 'soixante-huitard' entretingut als WC turcs de la Universitat de Vincennes, on les parets en mal estat encara serveixen de suport als grafits obscens i als tags colèrics d'una revolta que s'ha quedat antiquada". Des d'aleshores, Tony Duvert ja no publica res més.
El 1996, la mare de Duvert mor i la fa incinerar sense cap cerimònia. Viu totalment sol i només surt a la nit o per anar a comprar en taxi. No té contacte amb els veïns, que el consideren una mena de boig que llegeix en veu alta els textos que destrueix tot seguit. Per bé que gairebé oblidada, la seva obra encara exerceix influència al final dels anys vuitanta sobre alguns autors d'edicions de Minuit, com Eugène Savitzkaya, Hervé Guibert i Mathieu Lindon, o posteriorment Gilles Sebhan.
El 2005, Gérard Mordillat fa una adaptació de l'L'Île Atlantique per al canal de televisió Arte, sense que Duvert intervingui de cap manera en el procés, excepte per donar la seva aprovació a l'editor, ja que continuava tenint problemes econòmics. Després de l'emissió del telefilm al desembre del 2005, la revista Livres-Hebdo recorda que hom veia en Duvert "un autor essencial", potencialment "el més gran escriptor de la seva generació". Posteriorment, Minuit edita L'Île Atlantique en edició de butxaca, però Duvert no reapareix. Al febrer del 2008, Jean-Pierre Tison seria la darrera persona a rebre notícies de l'escriptor.
El 20 d'agost del 2008 troben el cos de Duvert al seu domicili, unes setmanes després de mort i en avançat estat de descomposició. El decés hauria tingut lloc al principi de juliol. A casa seva troben imatges de pornografia infantil i hom parla de manuscrits inèdits. Tanmateix, segons el seu germà Alain, Tony Duvert, immers en la pobresa, "no ha deixat sinó deutes" i ni un sol escrit. Poc després de l'anunci de la mort, les necrològiques són majoritàriament elogioses, i formen, segons René de Ceccatty, "un curiós rèquiem consensual".

## Obres publicades
Novel·les
- Récidive, Éditions de Minuit, París, 1967. Nova versió el 1976. ISBN 2-7073-0093-4
- Interdit de séjour, Éditions de Minuit, París, 1969. Nova versió el 1971. ISBN 2-7073-0160-4
- Portrait d'homme-couteau, Éditions de Minuit, París, 1969. Nova versió el 1978. ISBN 2-7073-0193-0
- Le voyageur, Éditions de Minuit, París, 1970. ISBN 2-7073-0224-4
- Paysage de fantaisie, Éditions de Minuit, París, 1973. Premi Médici 1973.
- Journal d'un innocent, Éditions de Minuit, París, 1976 ISBN 2-7073-0095-0
- Quand mourut Jonathan, Éditions de Minuit, París, 1978. ISBN 2-7073-0219-8
- L'Île Atlantique, Éditions de Minuit, París, 1979. ISBN 2-7073-0250-3. Reedició butxaca 2005 ISBN 2-7073-1933-3
- Un anneau d'argent à l'oreille, Éditions de Minuit, París, 1982. ISBN 2-7073-0606-1

Assaigs i articles teòrics
- "La parole et la fiction: à propos du Libera", Critique, núm. 252, maig 1968. Reedició Éditions de Minuit, 1984 ISBN 2-7073-0674-6. Laurent Adret va qualificar aquest text com "bell estudi[59] ».
- "Des courants d'air gelés", Preuves, núm. 209-210, agost-setembre 1968.
- "La lecture introuvable", Minuit, núm. 1, Éditions de Minuit, novembre 1972.
- "La sexualité chez les crétins", Minuit, núm. 3, Éditions de Minuit, març 1973, pp. 60-72.
- "La folie Tristan, ou, L'indésirable", Minuit, núm. 4, Éditions de Minuit, maig 1973, pp. 53-70.
- Le bon sexe illustré, Éditions de Minuit, París, 1973. ISBN 2-7073-0003-9
- "Alejandro - le corps du désir", prefaci al catàleg de l'exposició Ramon Alejandro, Galerie Arta, Gènova, març 1974..
- "L'érotisme des autres", Minuit, núm. 19, Éditions de Minuit, maig 1976, pp. 2-12
- L'enfant au masculin, Éditions de Minuit, París, 1980. ISBN 2-7073-0321-6
- "Idée sur Narcís", Masques, núm. 3, hivern 1979-1980
- "Genet contre Bataille", Masques, núm. 12, hivern 1981-1982.
- Abécédaire malveillant, Éditions de Minuit, París, 1989. ISBN 2-7073-1316-5

Relats poètics
- "District", dans Les Cahiers du Chemin, núm. 3, nrf Gallimard, abril 1968.
- "Ballade des petits métiers", Minuit núm. 24, Éditions de Minuit, abril 1977.
- District, Fata Morgana, Montpeller, 1978. Nova versió del text publicada el 1968 a Les Cahiers du Chemin, núm. 3.
- "Le garçon à la tête dure: inspiré des Mille et une Nuits", Minuit, núm. 30, Éditions de Minuit, setembre 1978.
- Les petits métiers, Fata Morgana, Montpellier, 1978. Versió ampliada del text publicada el 1977 a Minuit, núm. 24.
- "Conte", Libération Sandwich, núm. 4, 22 desembre 1979.
- "ABC par Tony Duvert", Libération, núm. 2015, 7-8-1980. Recull de textos.

Premsa
- Mots encreuats i nombrosos articles a la revista Le Gai Pied.

Entrevistes
- "L'érotisme n'est pas un violon d'Ingres", conversa a L'Express, núm. 1124, 22-28 gener 1973, p. 106.
- "Tony Duvert – Non à l'enfant poupée", declaracions recopilades per Guy Hocquenghem i Marc Voline, Libération, 10 i 11 d'abril del 1979.